# Budapesti VSC jégkorong szakosztály
A Budapesti Vasutas Sport Club jégkorong szakosztálya 1957 és 1980 között az első osztályú magyar jégkorong bajnokság egyik legmeghatározóbb csapata volt. A hosszú évek során öt ezüst és 14 bronzérmet szereztek. A csapatot olyan nagy formátumú játékosok is erősítették, mint például a többszörös válogatott Balogh János, Palla Antal vagy a híres Koutny, Babán, Kertész hátvédhármas.

## Története
1957. január 14-én játszotta első ismert mérkőzését Katowicében, amely 5-3 arányú vereséggel zárult. Az első bajnokiját az Újpest Dózsa ellen vívta a csapat és 3-2-es győzelmet aratott.
Utolsó mérkőzésüket 1980. március 24-én játszották Székesfehérváron. A szakosztály 1996-ban újraéledt és női csapatot indított, amely összesen két szezont élt meg.

## A csapat sikerei
- Magyar bajnokság:5-szörös ezüstérmes
  - 1956/57, 1963/64, 1964/65, 1966/67, 1968/69

- Magyar bajnokság:14-szeres bronzérmes
  - 1957/58, 1958/59, 1959/60, 1961/62, 1962/63, 1965/66, 1967/68, 1969/70, 1970/71, 1971/72, 1972/73, 1973/74, 1975/76, 1976/77,

- Magyar Kupa:3-szoros döntős vagy második helyezett
  - ezüst: 1965, 1976, 1978
  - bronz: 1964, 1966, 1968, 1969, 1971, 1973, 1975, 1979

- Béke Kupa:
  - arany: 1964
  - ezüst: 1955, 1957, 1958
  - bronz: 1959

## A csapat válogatott játékosai
| - Babán József (1956–1969) - Balogh János (1965–1979) - Bánkúti Árpád (1957–1961) - Bikár Péter (1961–1970) - Buday Kálmán (1969-1976) - Farkas I. László (1968–1970) - Gregor György (1971–1978) - Gubó Gábor (1956–1964) - Gyöngyösi Jenő (1966–1979) - Kertész József (1956–1971) - Kiss Tibor (1976–1980) | - Koutny Lajos (1956–1972) - Leveles György (1962–1966) - Palla Antal (1966–1980) - Rozgonyi György (1966–1970) - Szajlai László (1976–1980) - Tasi József (1971–1979) - Terjék István (1977–1980) - Závori Zsolt (1969–1979) - Zsitva Béla (1961–1980) - Zsitva Viktor (1956–1961) |

## A felnőtt csapat edzői
- Háray Béla (1956–1968)
- Babán József (1968–1971, 1975–1980)
- Siraki Lóránt (1971–1972)
- Koutny Lajos (1972–1974)
- Miklós Károly (1974–1975)